# Umakatahan
Umakatahan is een bestuurslaag in het regentschap Belu van de provincie Oost-Nusa Tenggara, Indonesië. Umakatahan telt 2418 inwoners (volkstelling 2010).